# NGC 3049
NGC 3049 (również PGC 28590 lub UGC 5325) – galaktyka spiralna z poprzeczką (SBab), znajdująca się w gwiazdozbiorze Lwa. Odkrył ją Édouard Jean-Marie Stephan 20 marca 1882 roku.